# Mutien-Marie Wiaux

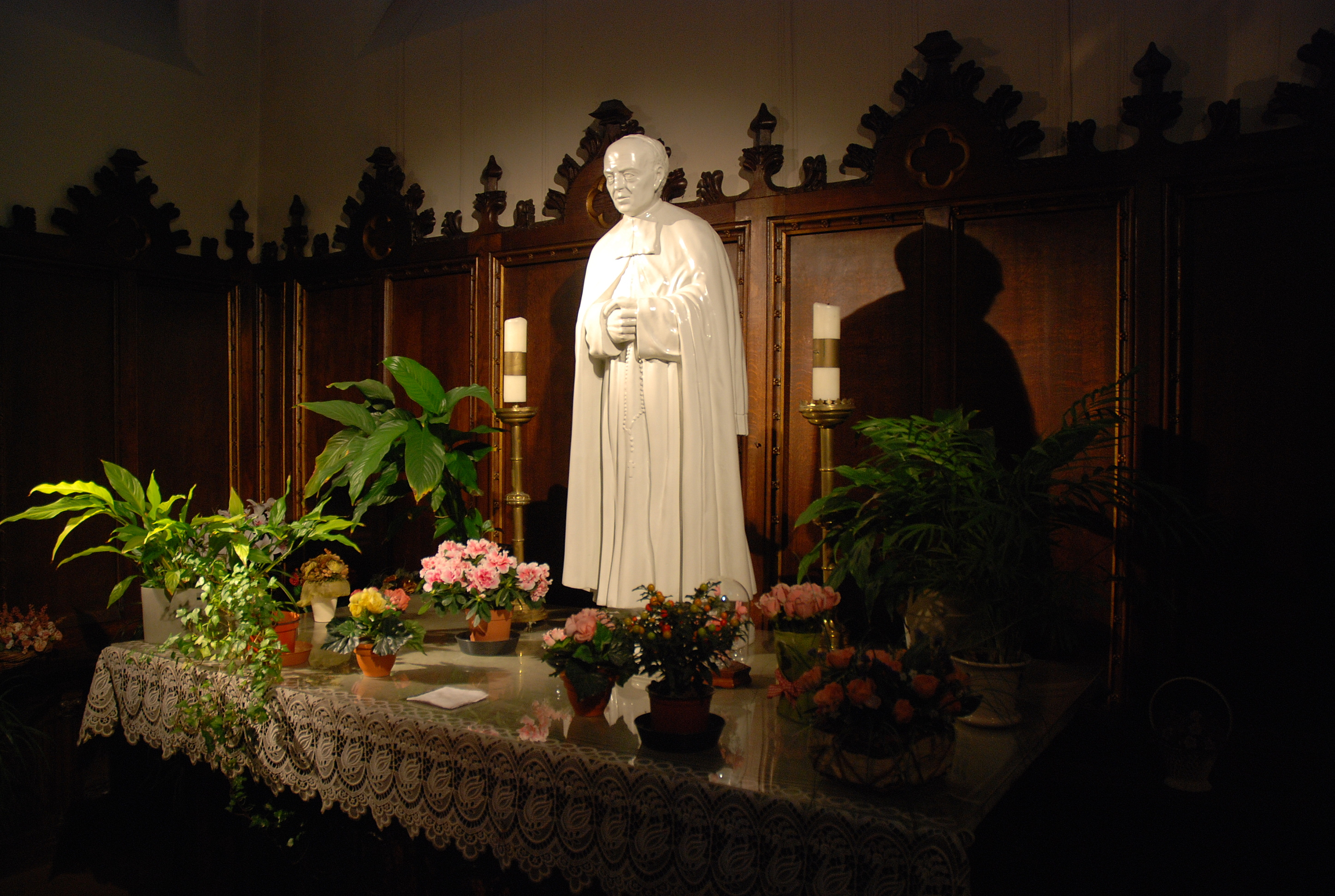
Mutianus Maria Wiaux

Mutien-Marie Wiaux (Mellet, 20 maart 1841 – Malonne, 30 januari 1917), eigenlijk Louis Joseph Wiaux, bijgenaamd de Biddende Broeder, was een leraar in het Belgische Malonne die in 1989 heilig werd verklaard.

## Levensloop
Wiaux was de zoon van een smid. In 1856 trad hij in bij de broeders van de Christelijke Scholen in Namen en ontving hij de naam Mutien-Marie. Hij werd naar Chimay gestuurd voor een opleiding als docent. Deze sloot hij af in Brussel, waarna hij in Malonne leraar werd. Hij gaf les in muziek en tekenen en was een voorbeeld voor de jeugd in het gebed. In de Eerste Wereldoorlog wist hij het schoolgebouw te beschermen tijdens de bezetting door de Duitsers. Na zijn dood gebeurden op zijn voorspraak wonderen en werd de plaats in Malonne, waar hij begraven ligt, een bedevaartsoord.
Op 10 december 1989 werd Wiaux door paus Johannes Paulus II heilig verklaard. Zijn feestdag is op 30 januari. Hij wordt vereerd in de Sint-Martinuskerk te Aarsele, waar vereerders in 1988 een beeld van hem plaatsten (zie afbeelding). Er wordt ook een relikwie van hem bewaard.